# Santana (Bahia)
Santana est une municipalité brésilienne de l'État de Bahia et la microrégion de Santa Maria da Vitória.